# Mabel Taylor
Mabel Caroline Taylor (Cincinnati, Ohio, 7 de desembre de 1879 – ?) va ser una arquera estatunidenca que va competir durant a primers del segle xx.
El 1904 va prendre part en els Jocs Olímpics de Saint Louis, on va guanyar la medalla de plata en la prova de la ronda per equips del programa de tir amb arc. En les proves de la ronda Columbia i ronda Nacional fou cinquena.
La seva germana, Leonie Taylor, també va disputar aquests mateixos Jocs Olímpics.